# Dichrophleps truncata
Dichrophleps truncata är en insektsart som beskrevs av Young 1968. Dichrophleps truncata ingår i släktet Dichrophleps och familjen dvärgstritar. Inga underarter finns listade i Catalogue of Life.